# Гверчи (Мачерата)
Гверчи (итал. Guerci) насеље је у Италији у округу Мачерата, региону Марке.
Према процени из 2011. у насељу је живело 22 становника. Насеље се налази на надморској висини од 289 м.